# Evergestis lichenalis
Evergestis lichenalis là một loài bướm đêm trong họ Crambidae.